# Noctileptura
Noctileptura är ett släkte av skalbaggar. Noctileptura ingår i familjen långhorningar.
Kladogram enligt Catalogue of Life:
| Noctileptura | \| \| Noctileptura seriata \| \| \| \| \| \| Noctileptura squamosa \| \| \| \| |
|              | \| \| Noctileptura seriata \| \| \| \| \| \| Noctileptura squamosa \| \| \| \| |
|              | Noctileptura seriata                                                           |
|              |                                                                                |
|              | Noctileptura squamosa                                                          |
|              |                                                                                |